# Ampelomeryx

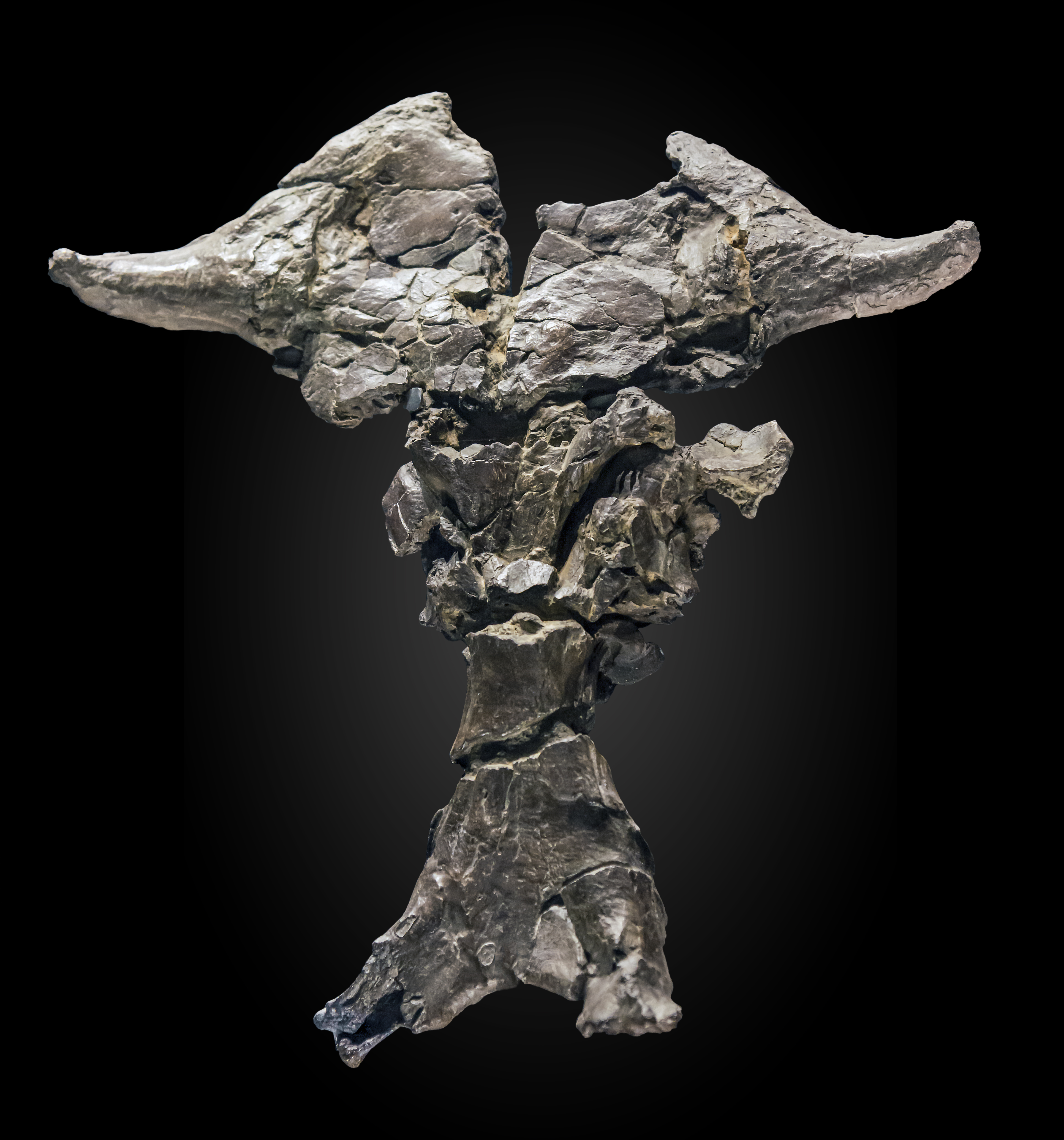
Parte superiore del cranio di un A. ginsburgi

Ampelomeryx (Duranthon et al., 1995) è un genere estinto di mammiferi ungulati erbivori appartenenti alla famiglia Paleomerycidae.

## Tassonomia
Al genere vengono ascritte due specie, tutte estinte:
- Ampelomeryx ginsburgi (Duranthon et al., 1995)[1]
- Ampelomeryx magnus (Astibia, 2014)[5]

## Aspetto
Aveva appendici frontali e occipitali. Aveva l'aspetto simile a quello del Tauromeryx e del Triceromeryx.

### Dimensioni

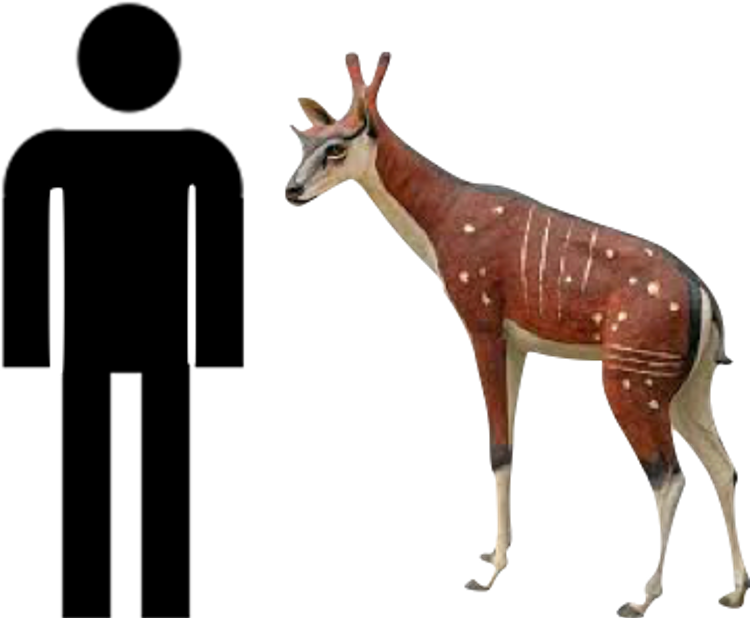
Grandezza di un Ampelomerix rispetto a quella di un umano

Erano molto simili agli odierni cervi, sebbene fossero più robusti, infatti arrivavano a pesare fino a 50 kg. Animali erbivori, non superavano l'altezza di 180 cm.

## Diffusione
Fossili di Ampelomeryx sono stati ritrovati in Europa, Asia e Africa.